# Hans Eltrich
Hans Eltrich († 7. Januar 1635 in Heilbronn) war Glockengießer in Heilbronn.

## Leben
Er stammte aus Moosbach im Allgäu und beantragte 1606 die Aufnahme in Heilbronn, die ihm zunächst für ein Jahr gewährt wurde. Spätestens 1610 hatte er das Heilbronner Bürgerrecht. Über seine Arbeit ist nur wenig bekannt. 1609 war er in Bruchsal, um über einen Glockenneuguss für Rohrbach am Gießhübel zu verhandeln. 1618 hat er eine für Kochertürn zugesagte Glocke nicht geliefert, außerdem werden in jenem Jahr sein Alkoholkonsum und sein unordentlicher Haushalt beklagt. Seine einzige erhaltene Glocke stammt von 1623, hat ein Gewicht von 190 kg und befindet sich in der Kirche von Möckmühl-Korb.
Mit seiner Frau Barbara hatte er drei Kinder, die in Heilbronn getauft wurden: Hans Jerg 1614, Maria 1617 und Sebastian 1619. Hans Eltrich starb am 7. Januar 1635 in Heilbronn, seine Frau Barbara am 15. Juni 1638.